# Luís II da Holanda
Napoleão Luís Bonaparte ou Luís II da Holanda (em francês:Napoléon-Louis Bonaparte, 11 de Outubro de 1804 - 17 de Março de 1831)  era o segundo filho de Luís Bonaparte, Rei da Holanda, e de Hortênsia de Beauharnais. O seu pai era o irmão mais novo do Imperador Napoleão I, enquanto a sua mãe era a filha de Josefina de Beauharnais, a primeira esposa de Napoleão.
O irmão mais velho de Napoleão Luís, Napoleão Carlos, morreu em 1807, com apenas quatro anos de idade. Em razão disso, Napoleão Luís tornou-se o Príncipe Real do Reino da Holanda e também o sobrinho mais velho de Napoleão I - que, na altura, não tinha filhos - e seu herdeiro presumido, um estatuto que perderia em 1811, por ocasião do nascimento de  Francisco Carlos José Bonaparte,  primeiro e único filho de Napoleão I.
Em 1809, Napoleão nomeou-o  Grão-Duque de Berg,  título que Napoleão Luís manteve até 1813.
Durante os dez dias entre a abdicação do seu pai, Luís I, e a anexação dos Países Baixos por seu tio, Napoleão I, em 1810, Napoleão Luís reinou como Lodewijk II, Rei da Holanda.
Quando Napoleão I foi deposto em 1815, depois da Batalha de Waterloo, a Casa de Bourbon foi restaurada no trono de França, e Napoleão Luís fugiu para o exílio. Mas os Bonapartes nunca abandonariam a ideia de restaurar o império napoleónico.
Napoleão Luís casou-se com a sua prima Charlotte, filha de José Bonaparte,  irmão mais velho de Napoleão I.
Napoleão Luís  Bonaparte morreu no dia 17 de março de 1831, em Forlì, na Itália, durante uma epidemia de sarampo, quando, juntamente com seu irmão mais novo, Carlos Luís Napoleão Bonaparte (o futuro Napoleão III),  lutava, como carbonário, contra os austríacos,  pela independência Italiana. Sua morte ocorreu um ano antes da morte de  Francisco Carlos José Bonaparte  (1811-1832), o único filho legítimo de Napoleão I.
O Império Napoleónico seria restaurado em 1852, pelo irmão mais novo de Napoleão Luís, Carlos Luís Napoleão Bonaparte, que iniciaria o Segundo Império sob o nome de  Napoleão III .
Napoleão Luís Bonaparte está enterrado em Saint-Leu-la-Forêt, a cerca de 20 km de Paris.